# Asrir (Marrocos)
Asrir é uma comuna marroquina criada em 1959, localizada na província de Guelmim, circulo de Guelmim e região de Guelmim-Oued Noun. Tem uma área de 923 km² e em 2014 tinha 3.566 Habitantes. Esta localizada a 10 km a leste da cidade de Guelmim, num pequeno vale de dunas.

## História
De acordo com as primeiras deduções de uma missão arqueológica marroquina-espanhola, é provável que seja a localização da cidade de caravanas de Noul Lamta. As investigações confirmam o caráter medieval do local. De acordo com esta pesquisa, a datação do local remonta à Idade Média.

### Línguas
Em 2014 a língua mais falada pela população da província era o Árabe marroquino (Darija), falada por 56,6% da população; seguido pelo Árabe hassani (Hassania), falado por 51,7% da população; pela língua Xélia (Tachelhit), falada por 16,1% da população; e pelo Tamazight falado por 0,3%.